# Southern Miss Golden Eagles football
La squadra di football dei Southern Miss Golden Eagles rappresenta la University of Southern Mississippi. I Golden Eagles competono nella Football Bowl Subdivision (FBS) della National Collegiate Athletics Association (NCAA) e nella West Division della Sun Belt Conference. La squadra è allenata da Will Hall. Gioca le sue gare interne al M. M. Roberts Stadium di Hattiesburg, Mississippi e le sue rivalità principali sono con i Louisiana Tech Bulldogs, i Memphis Tigers e i Tulane Green Wave.

## Titoli nazionali
Southern Miss ha vinto due titoli nazionali, entrambi nella Division II.
| Stagione | Allenatore | Selettore                                     | Record |
| -------- | ---------- | --------------------------------------------- | ------ |
| 1958     | Thad Vann  | United Press International – College Division | 9–0    |
| 1962     | Thad Vann  | United Press International – College Division | 9–1    |

## Numeri ritirati
Southern Miss ha ritirato tre numeri di maglia. Due di questi giocatori sono membri della Pro Football Hall of Fame.
| N. | Giocatore      | Ruolo | Anni    | Ritiro | Note        |
| -- | -------------- | ----- | ------- | ------ | ----------- |
| 4  | Brett Favre    | QB    | 1987–90 | 2015   | [ 1 ] [ 2 ] |
| 10 | Reggie Collier | QB    | 1980–82 | 2008   | [ 3 ]       |
| 44 | Ray Guy        | P     | 1970–72 |        | [ 4 ]       |